# Willie Davis
William Delford Davis (Lisbon, Luisiana, 24 de julio de 1934 - Santa Mónica, California, 15 de abril de 2020), más conocido como Willie Davis, fue un jugador profesional estadounidense de fútbol americano que se desempeñó en la posición de defensive end en la National Football League (NFL). Es miembro del Salón de la Fama del Fútbol Americano Profesional.

## Carrera
Davis jugó como profesional dos temporadas en Cleveland Browns (1958-1959), después pasó a Green Bay Packers, donde jugó diez temporadas (1960-1969), y fue el equipo en el que se retiró.

## Reconocimiento
El 1 de agosto de 1981, ingresó como miembro al Salón de la Fama del Fútbol Americano Profesional.